# 제주특별자치도의 마천루 목록
대한민국 제주특별자치도의 마천루 목록이다. 대한민국의 「초고층 및 지하연계 복합건축물 재난관리에 관한 특별법」에 따르면 '초고층 건축물' 이란 층수가 50층 이상 또는 높이가 200m 이상인 건축물을 말한다.

## 마천루 순위
본 목록은 완공되었거나, 상량식을 끝낸 마천루이다.
| 순위 | 이름                       | 사진 | 위치            | 높이 | 층수 | 완공 연도 | 비고                                          |
| ---- | -------------------------- | ---- | --------------- | ---- | ---- | --------- | --------------------------------------------- |
| 1=   | 제주 드림타워 A동          |      | 제주시 노형동   | 169m | 38층 | 2019년    | 현재 제주특별자치도에서 가장 높은 마천루이다. |
| 1=   | 제주 드림타워 B동          |      | 제주시 노형동   | 169m | 38층 | 2019년    | 현재 제주특별자치도에서 가장 높은 마천루이다. |
| 3    | 롯데시티호텔 제주          |      | 제주시 연동     | 89m  | 22층 | 2014년    | [ 7 ]                                         |
| 4    | 제주 칼호텔                |      | 제주시 이도동   | 72m  | 19층 | 1974년    | [ 8 ] [ 9 ]                                   |
| 5=   | 아시아호텔                 |      | 제주시 노형동   | 55m  | 18층 | 2018년    | [ 10 ]                                        |
| 5=   | 베스트 웨스턴 제주         |      | 제주시 노형동   | 55m  | 17층 | 2010년    | [ 11 ]                                        |
| 5=   | 에코드파리                 |      | 제주시 연동     | 55m  | 18층 | 2017년    | [ 12 ]                                        |
| 5=   | 글로스터호텔 제주          |      | 제주시 연동     | 55m  | 18층 | 2017년    | [ 13 ]                                        |
| 5=   | 현대해상 제주사옥          |      | 제주시 노형동   | 55m  | 13층 | 2000년    | [ 14 ]                                        |
| 10=  | e편한세상 노형             |      | 제주시 노형동   | 54m  | 17층 | 2019년    | [ 15 ]                                        |
| 10=  | 한화생명보험 제주사옥      |      | 제주시 이도이동 | 54m  | 14층 | 2001년    | [ 16 ]                                        |
| 10=  | 노형 에코하임              |      | 제주시 노형동   | 54m  | 18층 | 2012년    | [ 17 ]                                        |
| 10=  | 연동 레지던스 이타스 2     |      | 제주시 연동     | 54m  | 17층 | 2017년    | [ 18 ]                                        |
| 10=  | 드림타워                   |      | 제주시 연동     | 54m  | 17층 | 2020년    | [ 19 ]                                        |
| 10=  | 하이레지던스               |      | 제주시 연동     | 54m  | 17층 | 2019년    | [ 20 ]                                        |
| 10=  | 에코아바                   |      | 제주시 노형동   | 54m  | 17층 | 2017년    | [ 21 ]                                        |
| 10=  | 호텔샬롬                   |      | 제주시 이도이동 | 54m  | 17층 | 2017년    | [ 22 ]                                        |
| 10=  | 어울림타워 프로미스        |      | 제주시 삼도일동 | 54m  | 18층 | 2019년    | [ 23 ]                                        |
| 10=  | 장원 스카이팰리스          |      | 제주시 이도일동 | 54m  | 18층 | 2013년    | [ 24 ]                                        |
| 10=  | 호텔위드제주               |      | 제주시 노형동   | 54m  | 19층 | 2017년    | [ 25 ]                                        |
| 10=  | 제주관광대학교육관         |      | 제주시 노형동   | 54m  | 13층 | 2007년    | [ 26 ]                                        |
| 10=  | 파미르파크 오피스텔        |      | 제주시 이도일동 | 54m  | 17층 | 2019년    | [ 27 ]                                        |
| 10=  | 삼성홈타운 2               |      | 제주시 연동     | 54m  | 17층 | 2019년    | [ 28 ]                                        |
| 10=  | 호텔에어시티 제주          |      | 제주시 연동     | 54m  | 18층 | 2016년    | [ 29 ]                                        |
| 25   | 메종 글래드 제주           |      | 제주시 연동     | 47m  | 12층 | 1985년    | [ 30 ] [ 31 ]                                 |
| 26   | 신라스테이 제주            |      | 제주시 연동     | 44m  | 11층 | 2014년    | [ 32 ]                                        |
| 27   | 이도센트레시티             |      | 제주시 이도일동 | 40m  | 13층 | 2017년    | [ 33 ]                                        |
| 28=  | DK빌                       |      | 서귀포시 서귀동 | 39m  | 13층 | 2018년    | [ 34 ]                                        |
| 28=  | 호텔 골든데이지 서귀포오션 |      | 서귀포시 서귀동 | 39m  | 13층 | 2016년    | [ 35 ]                                        |

## 미완공 마천루

### 취소된 마천루
이 목록은 제주특별자치도에서 건설이 취소된 70m 이상의 마천루이다.
| 이름                    | 위치            | 높이 | 층수 | 비고                         |
| ----------------------- | --------------- | ---- | ---- | ---------------------------- |
| 버자야 제주 리조트 타워 | 서귀포시 예래동 | 240m | 50층 | 당초 2017년 완공 예정이었다. |
| 아텐타워                | 제주시 노형동   | 70m  | 17층 |                              |

## 같이 보기
- 제주특별자치도
- 마천루 목록
- 아시아의 마천루 목록
- 대한민국의 마천루 목록